# Mörttjärnen (Stigsjö socken, Ångermanland, 695243-159835)
Mörttjärnen är en sjö i Härnösands kommun i Ångermanland och ingår i Gådeåns huvudavrinningsområde.